# Wilhelm Credner
Wilhelm Georg Rudolf Credner (Greifswald, 1892 – Monaco di Baviera, 1948) è stato un geografo tedesco.

## Biografia
Wilhelm Credner, figlio del geografo Rudolf Credner, studiò geografia all'Università di Greifswald, all'Università di Uppsala e all'Università di Heidelberg. Nel 1922 conseguì il dottorato con una tesi di geomorfologia e tre anni dopo completò la sua abilitazione presso l'Università di Kiel. Viaggiò poi attraverso la Birmania, il Siam e l'Indocina. Nel 1929 divenne professore all'Università Sun-Yatsen a Canton, in Cina, nel 1931 si trasferì all'Università di Kiel come professore associato, dal 1932 fu professore all'Università Tecnica di Monaco e  dal 1946 alla Facoltà di Economia dell'Università di Monaco. Nel 1936 fu divenne membro della Accademia Cesarea Leopoldina.

## Opere
- Probleme der Landnutzung auf den Grossen Antillen
- Tropen: Rohstoffräume der Erde
- Wirtschaftsgeographische Eindrücke einer Weltreise
- Landschaft und Wirtschaft in Schweden
- Siam
- Die Eisenerzgrundlagen der Vereinigten Staaten von Amerika. Quelle & Meyer, Heidelberg, 1943 (Digitalisat).
- Natur- und Kulturraumkräfte in der Agrarlandschaft der USA. Quelle & Meyer, Heidelberg, 1943 (Digitalisat).